# Esomus longimanus
Esomus longimanus — вид коропоподібних риб родини Данієві (Danionidae).

## Поширення
Зустрічається в Таїланді, Лаосі, Камбоджі та В'єтнамі. Відомий з прісних водойм басейну річки Меконг, на Малайському півострові, із прибережних потоків на південному сході Таїланду й Камбоджі. У Лаосі зареєстрований у річках Саваннакхет і Намнгум.

## Опис
Риба завдовжки до 8 см.

## Спосіб життя
Знайдено в канавах, каналах і ставках, часто в районах екстенсивного зростання водних рослин. Цей вид зустрічається в основному в стоячих водоймах, включаючи канали, в середніх і великих річках, болотах.